# Glóin
Glóin es un personaje ficticio de las novelas El hobbit y El Señor de los Anillos, en el mundo de fantasía de la Tierra Media creado por J. R. R. Tolkien. Es un miembro noble de la raza de los enanos, miembro de la casa de Durin.
Glóin nació en el 2783 T. E. y murió en el 15 C. E.. Fue uno de los doce enanos compañeros de Thorin y del hobbit Bilbo Bolsón. Era hijo de Gróin, quien a su vez era nieto de Borin, el hijo más joven del rey Náin II, y por lo tanto de ascendencia directa con el propio Durin I. Óin, otro de los compañeros de Thorin, era su hermano. En El Señor de los Anillos Glóin participó en el Concilio de Elrond como representante de los enanos de la Montaña Solitaria. Su hijo Gimli partiría como representante de los enanos en la Compañía del Anillo.

## Adaptaciones
El personaje de Glóin es interpretado por Peter Hambleton en la trilogía basada en El hobbit dirigida por Peter Jackson.
- Datos: Q3317969